# ヘルマン・コーエン (カルメル会)
ヘルマン・コーエン（Hermann Cohen, 1820年 - 1871年1月20日）は、ドイツの音楽家、カトリック教会カルメル会修道司祭。

## 生涯
ヘルマンはハンブルクのユダヤ人家庭に生まれた。早くから音楽的才能を発揮し、11歳でパリに行きフランツ・リストの門下生になった。彼は音楽家として活躍し、ジョルジュ・サンドをはじめ多くの著名人に招かれたり、ヨーロッパ各地で演奏したりした。しかし、その名声と引き換えに生活が悪化し、借金を抱えるに至った。27歳のころ、友人から教会でのオルガン演奏を依頼され教会に入った。そのときに行われた聖体降福式で神秘体験をする。彼はそれを境に生活態度を改め、カトリックに改宗した。ヘルマンはセーヌ川左岸の家に移り住み借金を完済し、ある日偶然に出会ったカルメル会修道士と知り合い、カルメル会に入った。ヘルマンは着衣し「御聖体のアウグスティヌス」の修道名を名乗り、1850年に誓願を立てた。後に司祭叙階され説教師として知られるようになる。コーエンはローマでイギリス人枢機卿ワイズマンと出会い、それが契機でロンドンに派遣され、1862年、修道院を建立しイギリスにおけるカルメル会を再興し、1868年まで現地に留まった。また、音楽家であったコーエンは演奏会を開催し、同じカルメル会士で後に棄教し多くの醜聞を起こしたシャルル・ロアゾン（1827年 - 1912年、修道名は「無原罪の御宿りのイヤサント」）に対して回心と教会復帰を呼びかけた。1871年1月20日、天然痘を患い帰天（死去）した。